# Persischer Ehrenpreis
Der Persische Ehrenpreis (Veronica persica) ist eine Pflanzenart in der Familie der Wegerichgewächse (Plantaginaceae). Sie ist eine der in vom Menschen geprägten Landschaften häufigsten Arten der Gattung Ehrenpreis (Veronica).

## Beschreibung

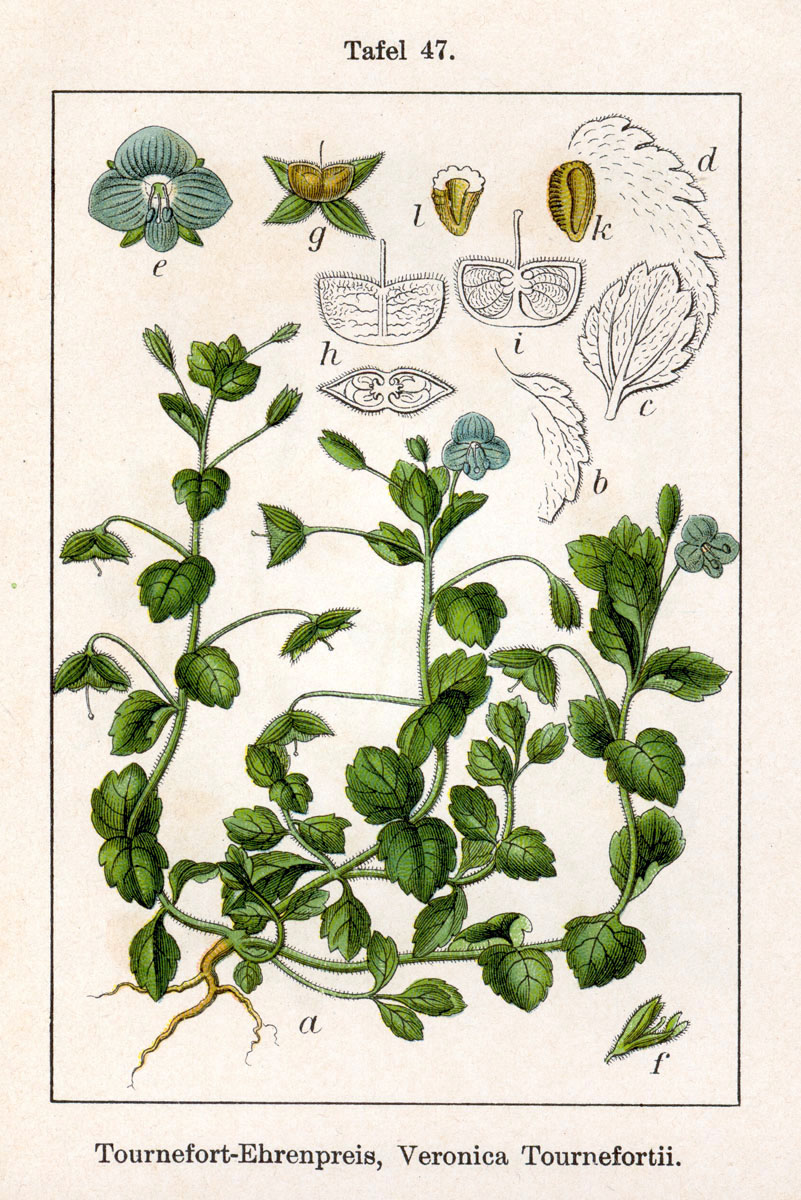
Illustration aus Sturm

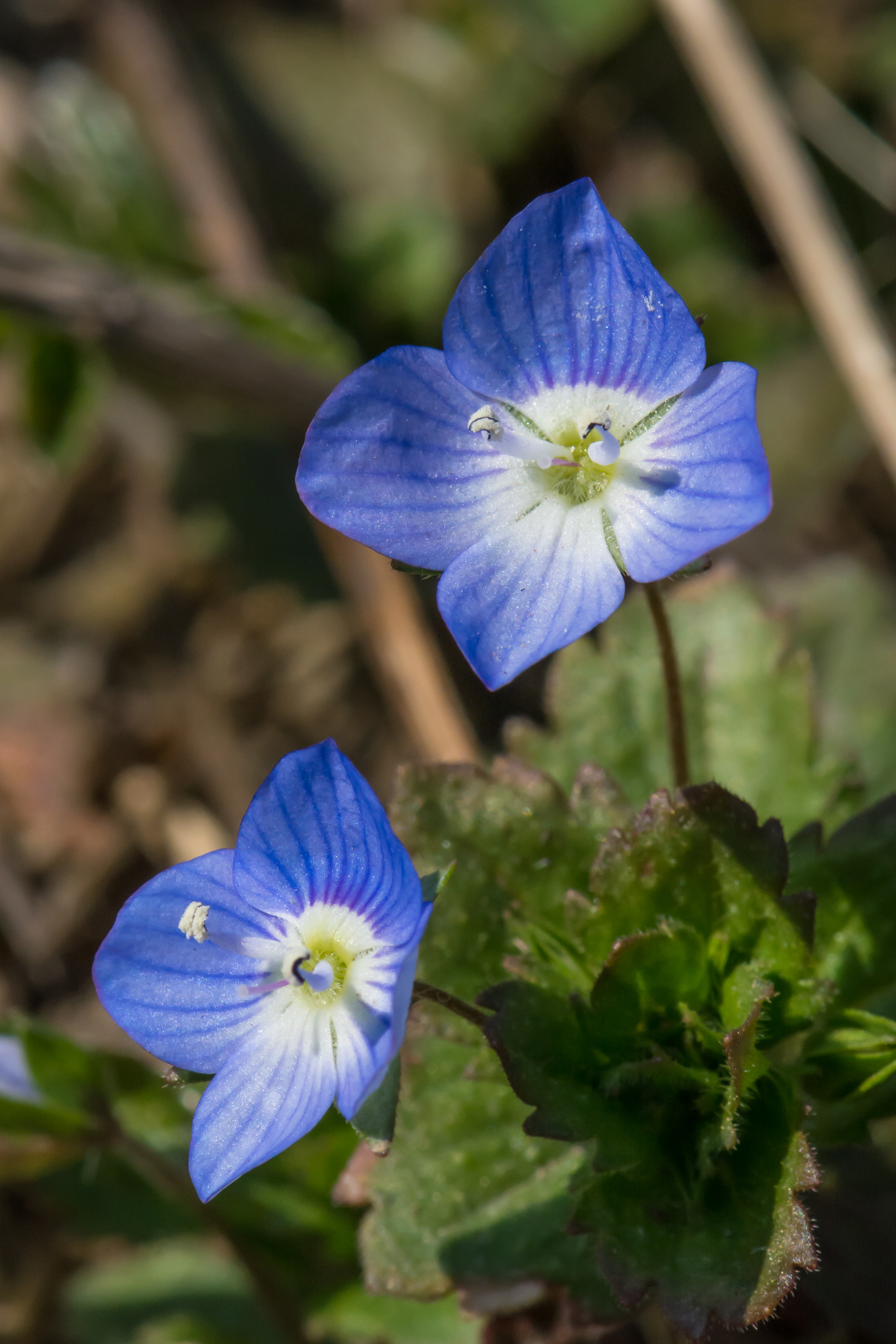
Blüten

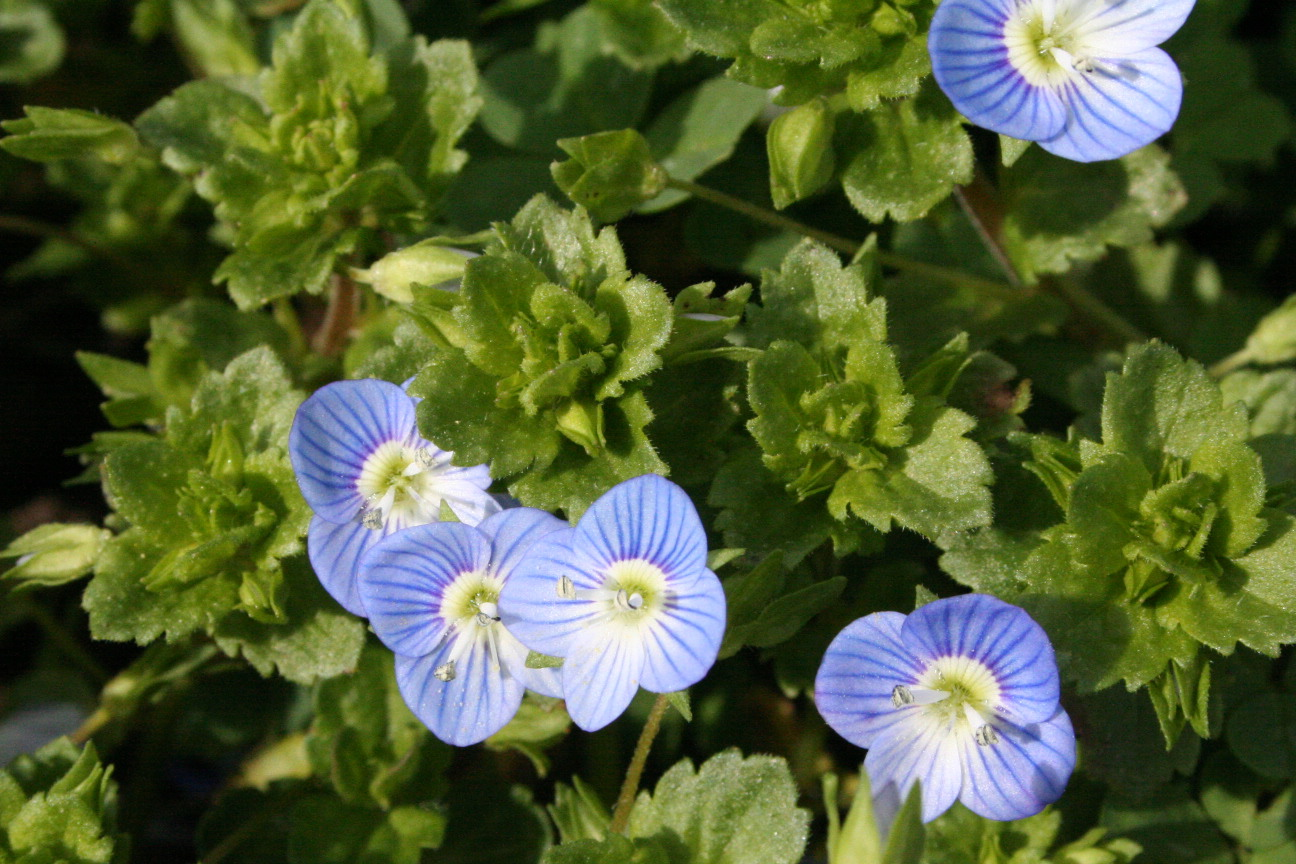
Laubblätter und Blüten

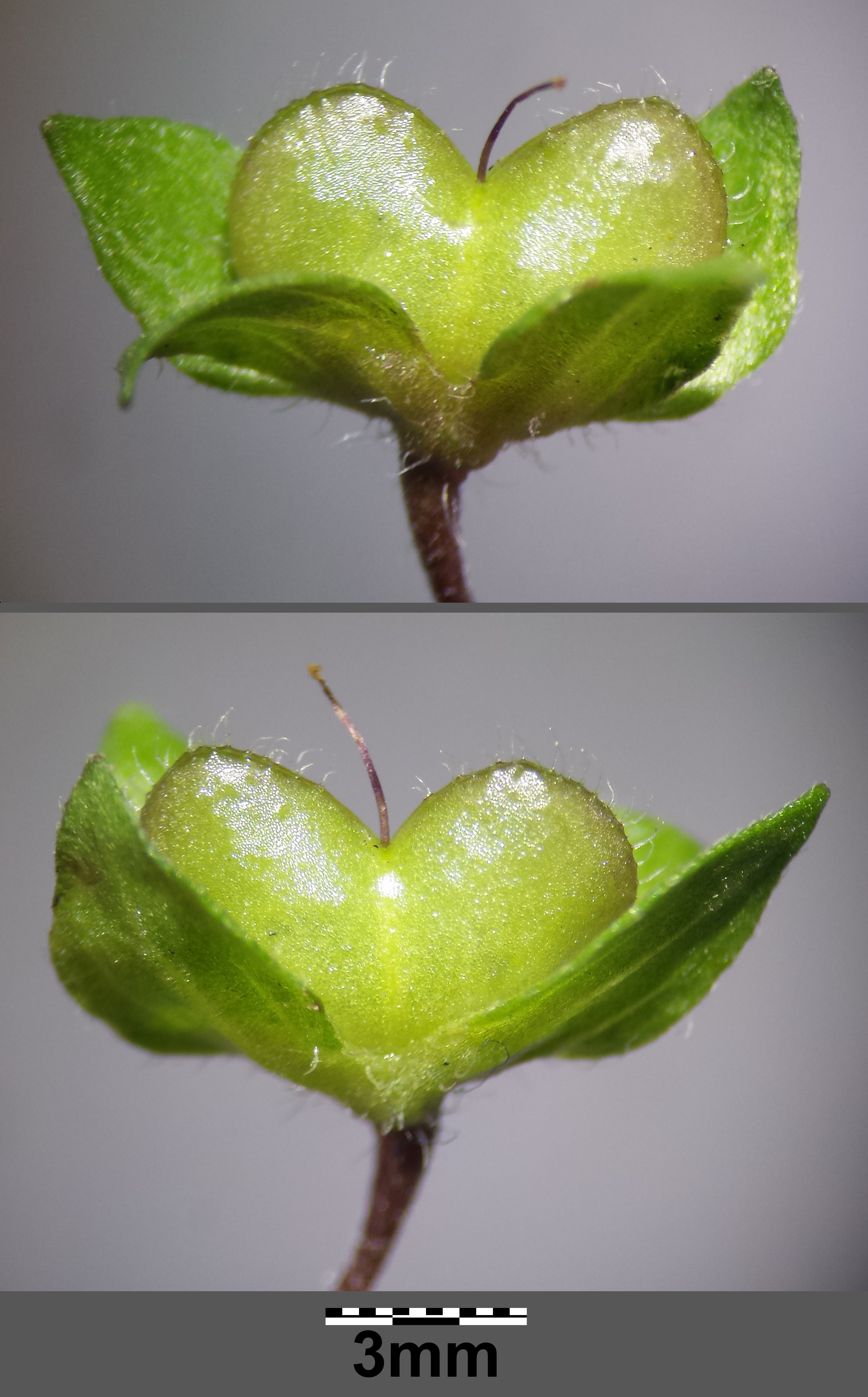
Die Frucht ist zusammengedrückt, behaart und oben stumpfwinkelig ausgerandet. Bei beiden Hälften sind asymmetrisch.

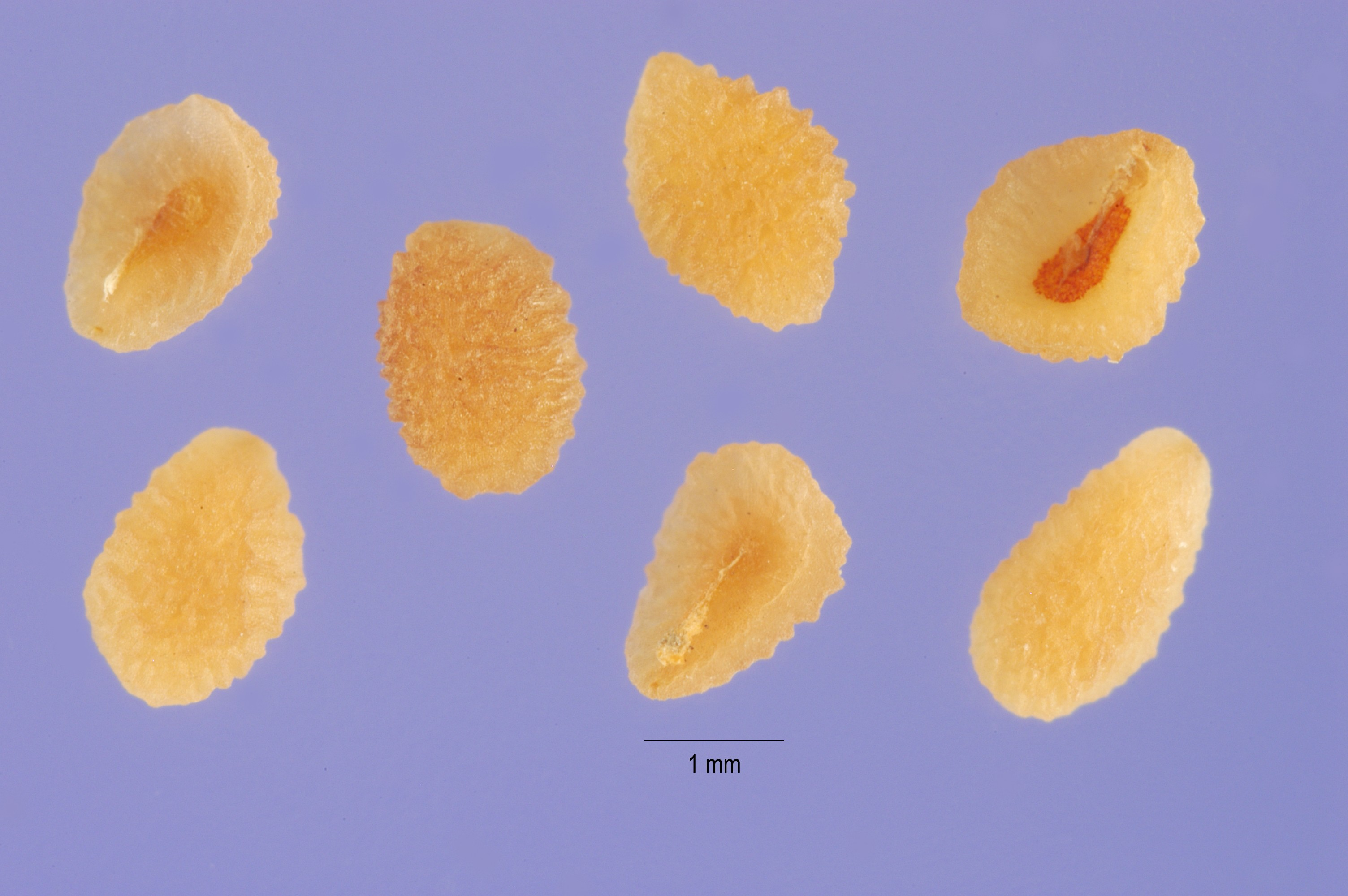
Samen

### Vegetative Merkmale
Beim Persischen Ehrenpreis handelt es sich um eine einjährige oder einjährig überwinternde krautige Pflanze. Es handelt sich um eine relativ kräftige Pflanze, die auf dem Boden niederliegend bis aufsteigend wächst, jedoch an ihrem Stängel nicht wurzelt. Die Stängel erreichen Längen von 10 bis 40 Zentimetern.
Im unteren Bereich des Stängels sind die Laubblätter gegenständig, im oberen Bereich wechselständig angeordnet. Die einfachen Blattspreiten sind grob gekerbt, mit einem herzförmigen Grund, und sind stark netznervig.

### Generative Merkmale
Die Blüten des Persischen Ehrenpreises stehen einzeln in den Blattachseln. Die Tragblätter unterscheiden sich von den unteren Stängelblättern nur darin, dass sie kleiner sind. Die Blütenstiele sind relativ lang.
Die zwittrigen Blüten besitzen einen Durchmesser von 8 bis 10 Millimetern und sind schwach zygomorph mit doppelter Blütenhülle. Der Kelchzipfel ist ei-lanzettlich. Die Krone ist himmelblau mit gelbweißem Schlund und 8 bis 12 Millimeter breit.
Auch die meist reichlich vorhandenen, mehrsamigen Kapselfrüchte stehen lang gestielt vom Stängel ab, überragen ihre Tragblätter weit und sind dadurch meist recht auffällig.
Die Chromosomenzahl beträgt 2n = 28.

## Ökologie
Der Persische Ehrenpreis ist ein Therophyt. Vegetative Vermehrung erfolgt durch bis zu 40 Zentimeter lange Ausläufer. Er wurzelt bis zu 20 Zentimeter tief.
Die Blütezeit reicht von Februar bis Oktober, der Persischen Ehrenpreis kann aber bei passenden Temperaturen auch mitten im Winter blühen. Die Blüten sind vorweiblich. Sie blühen zuweilen auch in den Wintermonaten und werden von Insekten bestäubt. Auch Selbstbestäubung findet statt.
Die Fruchtstiele wenden sich vom Licht ab (sie sind negativ phototrop) und wachsen vor der Fruchtreife stark in die Länge. Damit schieben sie die Kapselfrüchte in die Ritzen des Substrates hinein.
Die Samen haben ein kleines Elaiosom und werden durch die Schwarze Wegameise (Lasius niger) ausgebreitet, daneben erfolgt Menschenausbreitung z. B. über Gartenerde. Fruchtreife ist von August/September bis Oktober.

## Vorkommen
Ursprünglich stammt der Persische Ehrenpreis aus dem Kaukasusraum. Er wurde in Europa zunächst nur in Botanischen Gärten gehalten. Im 19. Jahrhundert (wahrscheinlich 1805) ist er dann, angeblich aus dem Botanischen Garten Karlsruhe, verwildert und hat sich über ganz Mitteleuropa ausgebreitet.
Er wächst an allen ihm zusagenden Standorten in von Menschen geprägten Landschaften. Der Persische Ehrenpreis besiedelt häufig Unkrautfluren, vor allem gehackte Äcker, Weinberge und Gärten, auch Getreidefelder und Wege. Er gedeiht am besten auf offenen, nährstoffreichen Böden, oft an etwas wärmeren Standorten, und ist ein Lehmzeiger.
Nach Ellenberg ist er ein Frischezeiger, ein Schwachsäure- bis Schwachbasezeiger, wächst an stickstoffreichen Standorten und ist eine Ordnungscharakterart Nährstoffreicher Acker- und Garten-Beikrautfluren (Polygono-Chenopodietalia).

## Taxonomie und botanische Geschichte
Die Erstbeschreibung erfolgte 1805 unter dem Namen Veronica tournefortii durch Karl Christian Gmelin in seiner Flora Badensis-Alsatica, Band 1, Seite 39. Der von ihm gewählte Name Veronica tournefortii nom. illeg. war aber illegitim, da der Name schon von Villars 1779 für eine andere Sippe verwendet worden war. Jean Louis Marie Poiret gab dieser Art 1808 den gültigen Namen Veronica persica. Gmelin schreibt über diese Art: „prope Carlsruhe in agris am Holzhof ante aliquot annos ex horto botanico emigrata et nunc quasi spontanea“ (übersetzt: „nahe Karlsruhe auf Äckern am Holzhof ist er vor einigen Jahren aus dem Botanischen Garten ausgewandert und kommt jetzt quasi wild vor“). Die Ausbreitung erfolgte offensichtlich sehr rasch. Denn schon in der „Flora Friburgensis“ von Spenner (1826, Seite 357) wird die Art als „frequens“ (häufig) bezeichnet und Freiburg und Karlsruhe sind immerhin etwa 115 Kilometer in der Luftlinie voneinander entfernt. Das Artepitheton persica bedeutet aus Persien.
Weitere Synonyme für Veronica persica Poir. sind: Veronica buxbaumii Ten. nom. illeg., Veronica byzantina (Sibth. & Sm.) Degen, Veronica persica subsp. corrensiana (E. Lehm.) Stroh, Veronica tournefortii subsp. corrensiana Lehm., Pocilla persica (Poir.) Fourr.